# 迪克·汤克斯
迪克·汤克斯（英語：Dick Tonks，1951年2月21日—），新西兰男子赛艇运动员。他曾代表新西兰参加1972年夏季奥林匹克运动会赛艇比赛，获得男子四人单桨有舵手银牌。